# Summer Pierson
Summer Pierson (* 3. September 1978) ist eine US-amerikanische Leichtathletin, die sich auf den Diskuswurf spezialisiert hat. 2015 wurde sie NACAC-Meisterin in dieser Disziplin.

## Sportliche Laufbahn
Summer Pierson studierte an der Stanford University und sammelte 2007 erste internationale Erfahrungen, als sie bei den Panamerikanischen Spielen in Rio de Janeiro mit einer Weite von 56,03 m den fünften Platz belegte. 2015 siegte sie mit 56,64 m bei den NACAC-Meisterschaften in San José und 2021 beendete sie ihre aktive sportliche Karriere im Alter von 43 Jahren. Bereits in den letzten Jahren ihrer aktiven Zeit war sie als Assistenztrainerin an der University of California, Berkeley tätig.